# Кіяшахр (дегестан)
Кіяшахр (перс. کیاشهر) — дегестан в Ірані, у бахші Кіяшахр, в шагрестані Астане-Ашрафіє остану Ґілян. За даними перепису 2006 року, його населення становило 10340 осіб, які проживали у складі 3083 сімей.

## Населені пункти
До складу дегестану входять такі населені пункти:
- Амір-Кіясар
- Дех-Сар
- Ешман-е-Дехґах
- Ешман-е-Камачал
- Зарем-Калає
- Лаб-Дар'я-Ласку-Калає
- Лакужде
- Ласку-Калає
- Мохсенабад-е-Паїн
- Набі-Дехґа
- Новбіджар-Махале-Мохсенабад
- Нокре-Дег
- Салакде
- Сафра-Басте
- Станція Радіо і Телебачення Кіяшахр